# Kazimierz Piech

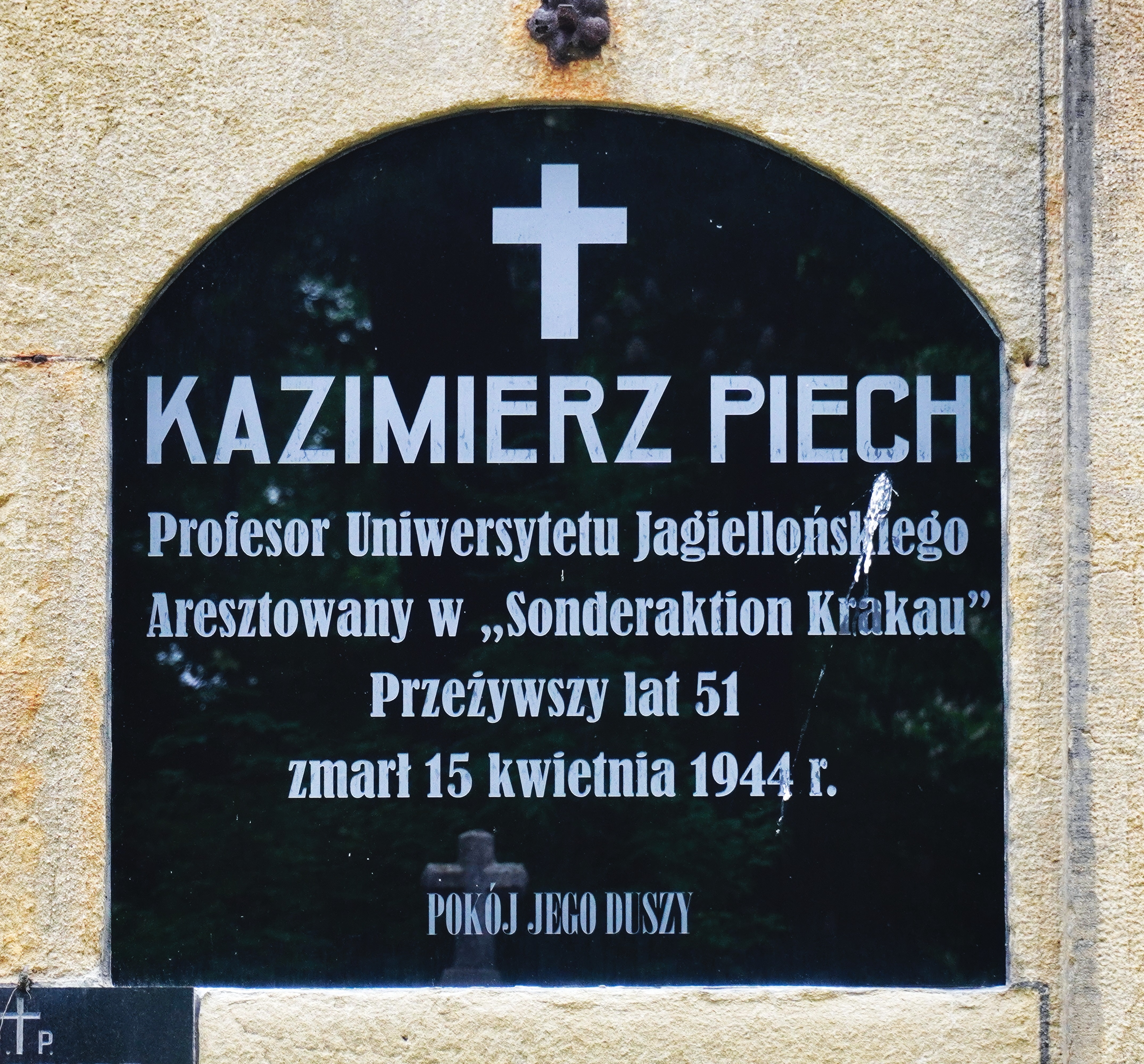
Epitafium Kazimierza Piecha w tzw. „katakumbie Wolnego” na cmentarzu Rakowickim w Krakowie

Kazimierz Antoni Piech (ur. 11 stycznia 1893 w Sanoku, zm. 15 kwietnia 1944 w Krakowie) – botanik, profesor anatomii i cytologii roślin Uniwersytetu Jagiellońskiego. Uczestnik trzech wojen w latach 1914–1920, porucznik rezerwy piechoty Wojska Polskiego, więzień obozu Sachsenhausen 1939–1940.

## Życiorys
Kazimierz Antoni Piech urodził się 11 stycznia 1893 w Sanoku jako syn Aleksandra (1851–1932, brązownik, działacz społeczny i polityczny) i Józefy z domu Stupnickiej (1852–1934). Miał rodzeństwo: Mieczysława (1877-1891), Jadwigę (1881–1953, od 1900 żona Władysława Prus Ossowskiego), Aleksandrę (ur. 1884, nauczycielka szkolna w Sanoku, żona Mariana Szajny), Tadeusza (1893–1944, botanik, profesor, oficer). W 1911 z odznaczeniem ukończył C. K. Gimnazjum Męskie w Sanoku (w jego klasie byli m.in. Józef Dąbrowski, Edward Kielar, Aleksander Ślączka – późniejsze ofiary zbrodni katyńskiej; Julian Krzyżanowski, Kazimierz Niedzielski, Antoni Owsionka). W okresie nauki gimnazjalnej współtworzył „Kółko przyrodników”, w którym był zastępcą prezesa (prezesem był Aleksander Ślączka, zaś sekretarzem Włodzimierz Mozołowski).
W 1911 podjął studia geografii i przyrody na Uniwersytecie Franciszkańskim we Lwowie, prowadził je u boku prof. Mariana Raciborskiego, a w 1912 wraz z nim przeniósł się do Uniwersytetu Jagiellońskiego w Krakowie i tam kontynuował studia, poznając jednocześnie pokrewne dziedziny nauk. W tym czasie należał do Związku Strzeleckiego. Był członkiem sanockiego gniazda Polskiego Towarzystwa Gimnastycznego „Sokół” od 1912. Będąc słuchaczem studiów filozoficznych uchwałą Rady Miejskiej w Sanoku z 1913 został uznany przynależnym do gminy Sanok.
Po wybuchu I wojny światowej został zmobilizowany do armii austriackiej, skierowany do Salzburga, a w 1915 w jej szeregach brał udział w walkach na froncie włoskim, gdzie został wzięty do niewoli rosyjskiej i osadzony w Rosji. Podczas swoich pobytów w miejscach na wojennym szlaku i uwięzienia wykorzystywał czas na poznawanie przyrody i geografii, a w obozach jenieckich prowadził kursy przyrodnicze i geograficzne dla współosadzonych. Po zwolnieniu i powrocie do niepodległej Polski początkowo trafił do Sanoka, następnie uczestniczył w wojnie polsko-ukraińskiej 1918–1919 (w tym walkach o Przemyśl) oraz wojnie polsko-bolszewickiej 1920 (na stanowisku dowódcy kampanii piechoty). Został awansowany do stopnia porucznika rezerwy piechoty w Korpusie Oficerów Piechoty ze starszeństwem z dniem 1 czerwca 1919. W 1923, 1924, 1934 był przydzielony jako oficer rezerwowy do 75 pułku piechoty, i pozostawał wówczas w ewidencji Powiatowej Komendy Uzupełnień Kraków Miasto.
Po powrocie na uniwersytet został młodszym asystentem prof. Kazimierza Roupperta w Zakładzie Botanicznym im. Janczeskiego w Katedrze Anatomii i Fizjologii Roślin na Wydziale Filozoficznym UJ. W 1922 doktoryzował się i został starszym asystentem, a w 1931 uzyskał habilitację (praca z 1927 pt. „Badania cytologiczne nad rozwojem Scirpus”) i został adiunktem w wydziale botaniki Wydziału Rolniczego UJ. W kwietniu 1932 został profesorem nadzwyczajnym i objął kierownictwo utworzonej wówczas Katedry Anatomii i Cytologii Roślin na Wydziale Filozoficznym UJ.
Publikował w zakresie botaniki, anatomii, geografii roślin, systematyki, paleobotaniki i cytologii. Jego prace ukazywały się w języku polskim, niemieckich, angielskim, czeskim. Był współautorem projektu polskiego mianownictwa botanicznego. Pełnił funkcję redaktora naczelnego „Acta Societatis Botanicorum Poloniae” (1938–1939), był redaktorem Sprawozdań Komisji Fizjograficznej PAU, Aktów Towarzystwa Botanicznego.
Po wybuchu II wojny światowej i przegranej kampanii wrześniowej 1939 zaangażował się w organizację żywności dla pracowników UJ. 6 listopada 1939 został aresztowany przez Niemców w ramach Sonderaktion Krakau wraz z innymi pracownikami naukowymi AGH i UJ. Przez trzy tygodnie był przetrzymywany we wrocławskim więzieniu, później został przewieziony do niemieckiego obozu koncentracyjnego Sachsenhausen. Wolność odzyskał 9 lutego 1940, po czym powrócił do Krakowa. W późniejszym czasie jego stan zdrowia uległ pogorszeniu wskutek doświadczeń obozowych. W 1941 podjął pracę w niemieckim Głównym Urzędzie Leśnym. W 1942 ponownie aresztowany w wymiarze krótkotrwałym. Podczas okupacji niemieckiej angażował się w tajne nauczanie. Przed śmiercią zajmował się halami tatrzańskimi.
Jego brat Tadeusz był specjalistą w dziedzinie bankowości. 29 marca 1921 w Sanoku poślubił Zofię Marię Biały (ur. 1895, córka Teofila Białego, sekretarza C. K. Dyrekcji Okręgu Skarbowego w Sanoku), z którą miał córkę Wandę. Zmarł 15 kwietnia 1944, został pochowany na krakowskim cmentarzu Rakowickim 18 kwietnia 1944 (pas 56, katakumby Wolnego).
W 1944 jego biogram sporządził Kazimierz Rouppert, a następnie także Józef Premik, także pochodzący z Sanoka i absolwent tamtejszego gimnazjum, z którym Kazimierz Piech wspólnie publikował (podczas nauki w Sanoku ojciec Kazimierza Piecha był opiekunem Józefa Premika).

## Publikacje
- Sady okolic Łącka (z mapką) (1923)
- Über die Teilung der primären Pollenkerns und die Entstehung der Spermazellen bei Scirpus paluster L (1924)
- Miraże w „pustyni” Błędowskiej (Sur le mirage: observations foites dans le „desert” de Błędowska) (1934)
- Studia cytologiczne nad rodzajem S c i r p u s (1927)
- Studja cytologiczne nad rodzajem Scirpus. Memoire (1928)
- Über die Entstehung der generativen Zelle bei Scirpus uniglumis Link durch freie Zellbildung (1928)
- Poliploidalność w świecie roślinnym w związku z zagadnieniem powstawania nowych gatunków (1929)
- Flora warstw międzylodowcowych okolicy Szczercowa (1930)
- Znaczenie badań cytologicznych dla hodowli roślin w ogrodnictwie (1932)
- Zur kenntnis des diluviums im Süd-westlichen Mittelpolen. I. Józef Premik. Über die Ausbildung und Gliederung des diluviums ... II. Kazimierz Piech. Das interglazial in Szczercow (1932, współautor: Józef Premik)
- O eksperymentalnej przemianie ziarn pyłku w woreczki zalążkowe (1934)
- Nowe przyczynki do znajomości rozmieszczenia kostrzewy górskiej (Festuca montana M. Bieb.) w Beskidach polskich = Beiträge zur Kenntnis des Vorkommens von Festuca montana M. Bieb. in polnischen Beskiden (1934)
- O dwu nowych dla flory polskiej gatunkach roślin kwiatowych (1939)